# Heinrich Bräutigam
Heinrich Wilhelm Bräutigam (* 23. Oktober 1868 in Landau; † 18. März 1937 in Arolsen) war ein deutscher Landwirt und Politiker (SPD).

## Leben
Bräutigam war der Sohn des Ackermanns Johann Heinrich Bräutigam und dessen Ehefrau Marie Friedericke Henriette Philippine geborene Rauch. Er heiratete am 9. Juni 1900 in Lütersheim Wilhelmine Christine Scheuermann. Bräutigam war Landwirt und Müller in Landau. Er trat der SPD bei und wurde Unterbezirksvorsitzender der SPD für Waldeck. 1919 bis 1929 gehörte er der Verfassungsgebenden Waldeck-Pyrmonter Landesvertretung bzw. Waldecker Landesvertretung an. Er trat für einen Anschluss Waldecks an Preußen an und war 1929 auch einer der drei Mitglieder der Verhandlungskommission mit Preußen und Unterzeichner des Anschlussvertrags. Bräutigam war ein erbitterter Gegner der Monarchie (was der SPD in Waldeck schadete: die Fürstenfamilie war dort recht beliebt). Die SPD stimmte 1920 im Landtag gegen den Vergleich mit der Fürstenfamilie bezüglich der Trennung von Staats- und Privatvermögen. Noch 1927 forderte Bräutigam im Landtag die Abschaffung der Forstuniformen. Diese waren nicht geändert worden und zeigten immer noch die Fürstenkrone. 